# Rich Aurilia
Richard Santo Aurilia (né le 2 septembre 1971 à Brooklyn, New York, États-Unis) est un joueur d'arrêt-court au baseball ayant évolué dans les Ligues majeures de 1995 à 2009. 
Il a passé 15 de ces 18 saisons avec les Giants de San Francisco. Il a remporté un Bâton d'argent, a participé une fois au match des étoiles et une fois à la Série mondiale.

## Carrière
Rich Aurilia est drafté par les Rangers du Texas au 24e tour en 1992. En décembre 1994, il est échangé avec le premier but Desi Wilson aux Giants de San Francisco en retour du lanceur partant John Burkett.
Aurilia joue son premier match dans les majeures le 6 septembre 1995 contre les Expos de Montréal. Il joue sa saison recrue à San Francisco en 1996, entamant une décennie au poste d'arrêt-court régulier des Giants.
Le 14 juin 1997, il claque contre les Angels d'Anaheim le premier grand chelem de l'histoire des matchs inter-ligues.
Il connaît sa meilleure saison en offensive en 2001, bien que ses succès soient quelque peu éclipsés par la saison record de son coéquipier Barry Bonds. Aurilia domine la Ligue nationale avec 206 coups sûrs. Il maintient une moyenne au bâton de ,324 avec des sommets personnels de 37 coups de circuit et 97 points produits. Il gagne le Bâton d'argent comme meilleur arrêt-court offensif de la Nationale et reçoit pour la seule fois de sa carrière des votes dans la course au joueur par excellence de la saison, terminant 12e dans un scrutin dominé par Bonds. À la mi-saison, Rich Aurilia participe à son premier match des étoiles, étant l'arrêt-court partant de l'équipe de la Nationale.
Il participe à la conquête du championnat de la Ligue nationale par les Giants en 2002. Aurilia produit 7 points en cinq parties face aux Braves d'Atlanta en Série de division. Il ajoute cinq points produits, frappant pour ,333, en Série de championnat contre Saint-Louis. Enfin, il frappe huit coups sûrs en sept parties et produit cinq points en Série mondiale 2002, mais les Giants sont battus par les Angels d'Anaheim.
Aurilia quitte San Francisco après la saison 2003 et passe à la Ligue américaine. L'adaptation aux lanceurs de cette ligue est difficile et les Mariners de Seattle, qui l'avaient signé comme agent libre, le cèdent aux Padres de San Diego à la mi-saison. Aurilia complète la campagne 2004 avec San Diego, mais le PETCO Park, stade hostile aux frappeurs, ne fait rien pour aider son coup de bâton.
Le joueur d'avant-champ retrouve sa touche magique chez les Reds de Cincinnati, avec qui il s'aligne en 2005 et 2006. Au cours de cette dernière année, il élève sa moyenne au bâton à ,300 en 122 rencontres.
Il revient à San Francisco pour trois saisons, de 2007 à 2009. Il joue sa dernière partie devant ses partisans le 1er octobre alors que les Giants reçoivent les Diamondbacks de l'Arizona. Sa carrière prend fin le 4 octobre à San Diego.
Sans contrat au printemps 2010, Aurilia annonce sa retraite le 11 avril.
En 1 652 parties jouées dans les majeures, il a maintenu une moyenne au bâton de ,275 avec 1 576 coups sûrs, dont 301 doubles et 186 circuits. Il totalise 745 points marqués et 756 points produits.